# En bland vargar
En bland vargar (originaltitel: Wolf-Speaker) är en roman av Tamora Pierce från 1994. Den svenska översättningen av Ylva Spångberg utkom 2004. Boken är den andra i serien De odödliga.

## Handling
Daine är i full gång med att träna och bemästra sin vanliga gåva att kunna tala med djur. Då kommer vargflocken från Långsjödalen och ber henne om hjälp. Daine och hennes lärare och vän Numair beger sig dit. Väl framme möts de av mörka och ondskefulla krafter som hotar hela kungariket.

## ISBN
- ISBN 91-638-2729-8